# دیدار دوباره با بزرگراه ۶۱
 «دیدار دوباره با بزرگراه ۶۱» (به انگلیسی: Highway 61 Revisited) آلبومی از باب دیلن موسیقی‌دان اهل ایالات متحده آمریکا است که ۳۰ اوت ۱۹۶۵ منتشر شد. دیلن در این آلبوم برخلاف آلبوم‌های آکوستیک پیشین از گروهی از موزیسین‌های راک برای ضبط تک‌تک ترانه‌های آلبوم، جز ترانهٔ پایان‌بندی («ویرانکده»: Desolation Row)، استفاده کرد. نام آلبوم اشاره‌ای‌ست به بزرگراه ۶۱ ایالات متحده آمریکا که دلوث، مینه‌سوتا (زادگاه باب دیلن) را به نیواولئان و دلتای می‌سی‌سی‌پی (خاستگاه موسیقی بلوز) پیوند می‌دهد. منتقدان بداعت آلبوم را در تلفیق موسیقی بلوز-بنیان با ترانه‌های باریک‌بینانه و ناقدانهٔ دیلن ستوده‌اند و یکی از آنان، مایکل گری، آن را سرآغاز جریانی تازه در دهه ۱۹۶۰ میلادی می‌داند.
دیدار دوباره با بزرگراه ۶۱ جایگاهی رفیع در تاریخ موسیقی یافته‌است. بیشتر ترانه‌هایش هیت‌های کلاسیک موسیقی راکند. ترانهٔ «همچون یک خانه‌به‌دوش» در صدر فهرست پانصدتایی برترین ترانه‌های مجلهٔ رولینگ‌استون جای گرفته؛ در همان فهرست «ویرانکده»، صد و هشتاد و هفتم و ترانهٔ همنامِ آلبوم سیصد و هفتاد و سوم‌اند. خود آلبوم نیز در رتبهٔ چهارمِ فهرست «۵۰۰ آلبوم برتر تمام اعصار رولینگ استون» قرار دارد.